# AKA (rapper)
AKA, pseudonimo di Kiernan Jarryd Forbes (Città del Capo, 28 gennaio 1988 – Durban, 10 febbraio 2023), è stato un rapper e cantante sudafricano.

## Biografia
AKA ha vinto il suo primo South African Music Award alla cerimonia del 2012 per Altar Ego, primo album in studio riconosciuto nella categoria di miglior album street urban. È stato candidato per la prima volta agli MTV Africa Music Awards nel 2014, anno in cui è stato pubblicato il secondo LP, dal titolo Levels. Ha ricevuto la nomination per l'MTV Europe Music Award al miglior artista africano nel 2015.
Sono seguiti i dischi Be Careful What You Wish For (2017) e Touch My Blood (2018), quest'ultimo certificato platino dalla Recording Industry of South Africa.
È morto in una sparatoria in un ristorante a Durban il 10 febbraio 2023. L'album postumo Mass Country, uscito qualche settimana più tardi e premiato con due South African Music Awards, ha ricevuto la certificazione d'oro dalla RISA per le 15 000 unità accumulate.

## Discografia

### Album in studio
- 2011 – Altar Ego
- 2014 – Levels
- 2017 – Be Careful What You Wish For
- 2018 – Touch My Blood
- 2023 – Mass Country

### EP
- 2020 – Bhovamania

### Singoli
- 2015 – Baddest (feat. Burna Boy, Khuli Chana & Yanga)
- 2015 – #Composure
- 2016 – Make Me Sing (con Diamond Platnumz)
- 2016 – Dreamwork (feat. Yanga)
- 2016 – One Time
- 2016 – The World Is Yours
- 2017 – Caiphus Song
- 2018 – StarSigns (feat. Stogie T)
- 2018 – Sweet Fire
- 2018 – Beyoncé
- 2018 – Practice
- 2018 – Fela in Versace (feat. Kiddominant)
- 2019 – Jika (feat. Yanga Chief)
- 2019 – Main Ou's (con YoungstaCPT)
- 2019 – F.R.E.E (feat. Riky Rick & DJ Tira)
- 2021 – Tears Run Dry
- 2022 – Lemons (Lemonade) (con Nasty C)
- 2022 – Paradise (con Musa Keys e Gyakie)
- 2023 – Smooth Operator (con i Majorsteez)